# MIKU (モデル)
MIKU（ミク、1991年12月22日 - ）は日本のファッションモデル。スリーサイズはバスト83センチ、ウエスト60センチ、ヒップ85センチ、足のサイズ24.5センチ、身長171センチ。日本・スペイン・フィリピンの血を引いている。

## 略歴
第2回FYTTE専属モデルオーディション 神田うの賞 受賞。
フォルクスワーゲンの新作ユニフォーム発表会にモデルとして登壇。
大磯ロングビーチキャンペーンガール2013に選ばれる。
美的、オークリージャパン、body+、FYTTE、コニカミノルタ、パンテーン、福田屋百貨店、ゼビオ、カネボウ、HONDA など、様々な企業のモデルやパンフレット、広告として活躍している。

## 人物
自己流の美容法・健康法などを紹介している。
好きな映画はウォーキング・デッド。

## 受賞
- 第2回FYTTE専属モデルオーディション 神田うの賞 受賞[3]
- 大磯ロングビーチキャンペーンガール2013[6]